# ブレンダン・ショーブ
ブレンダン・ショーブ（Brendan Schaub、1983年3月18日 - ）は、アメリカ合衆国の男性コメディアン、元総合格闘家、元フットボール選手。コロラド州オーロラ出身。レインMMA所属。ブレンダン・シャウブとも表記される。
フットボーラーとしては、AFLチームのユタ・ブレイズで選手として活躍。NFLではバッファロー・ビルズに練習生として所属していたにとどまる。

## 来歴
アリーナフットボールリーグのユタ・ブレイズで選手として活動。2008年に総合格闘技デビューを果たした。

### TUF
2009年、リアリティ番組「The Ultimate Fighter」のシーズン10に参加。シーズンではラシャド・エヴァンス率いるチーム・ラシャドに2位指名で所属。トーナメント1回戦ではチーム・ランペイジのデミコ・ロジャーズを相手にアナコンダチョークで一本勝ち。2回戦ではチームメイトのジョン・マドセンにKO勝ち。準決勝ではチーム・ランペイジのマーカス・ジョーンズをパウンドでKOし、決勝進出を果たした。
決勝となるフィナーレでは、チームメイトのロイ・ネルソンと優勝を賭けて対戦するも、右ストレートでKO負けを喫し、キャリア初黒星となるとともにシーズン準優勝に終わった。

### UFC
2010年3月21日、UFC on Versus: Vera vs. Jonesでチェイス・ゴームリーと対戦し、パウンドでTKO勝利を収めた。7月3日のUFC 116ではクリス・タッチシェラーと対戦し、右ストレートでダウンを奪いパウンドでのTKO勝ちにより2連勝を果たした。
2010年10月23日、UFC 121でガブリエル・ゴンザーガと対戦し、3-0の判定勝ち。UFC3連勝となった。
2011年3月19日、UFC 128でミルコ・クロコップと対戦し、右フックでKO勝ち。ノックアウト・オブ・ザ・ナイトを受賞し、UFC4連勝となった。
2011年8月27日、UFC 134でアントニオ・ホドリゴ・ノゲイラと対戦し、パンチラッシュでKO負けを喫した。
2014年6月14日、UFC 174でアンドレイ・アルロフスキーと対戦し、1-2の判定負け。
2014年12月6日、UFC 181でヘビー級ランキング3位のトラヴィス・ブラウンと対戦し、パウンドでTKO負けを喫した。

## 戦績

### プロ総合格闘技
| 総合格闘技 戦績 | 総合格闘技 戦績 | 総合格闘技 戦績 | 総合格闘技 戦績 | 総合格闘技 戦績 | 総合格闘技 戦績 | 総合格闘技 戦績 |
| --------------- | --------------- | --------------- | --------------- | --------------- | --------------- | --------------- |
| 15 試合         | (T)KO           | 一本            | 判定            | その他          | 引き分け        | 無効試合        |
| 10 勝           | 7               | 1               | 2               | 0               | 0               | 0               |
| 5 敗            | 4               | 0               | 1               | 0               | 0               | 0               |

| 勝敗 | 対戦相手                       | 試合結果                             | 大会名                                                                  | 開催年月日     |
| ×    | トラヴィス・ブラウン           | 1R 4:50 TKO（パウンド）              | UFC 181: Hendricks vs. Lawler 2                                         | 2014年12月6日  |
| ×    | アンドレイ・アルロフスキー     | 5分3R終了 判定1-2                    | UFC 174: Johnson vs. Bagautinov                                         | 2014年6月14日  |
| ○    | マット・ミトリオン             | 1R 4:06 ダースチョーク               | UFC 165: Jones vs. Gustafsson                                           | 2013年9月21日  |
| ○    | ラバー・ジョンソン             | 5分3R終了 判定3-0                    | UFC 157: Rousey vs. Carmouche                                           | 2013年2月23日  |
| ×    | ベン・ロズウェル               | 1R 1:10 KO（左フック→パウンド）      | UFC 145: Jones vs. Evans                                                | 2012年4月21日  |
| ×    | アントニオ・ホドリゴ・ノゲイラ | 1R 3:09 KO（スタンドパンチ連打）     | UFC 134: Silva vs. Okami                                                | 2011年8月27日  |
| ○    | ミルコ・クロコップ             | 3R 3:44 KO（右フック）               | UFC 128: Shogun vs. Jones                                               | 2011年3月19日  |
| ○    | ガブリエル・ゴンザーガ         | 5分3R終了 判定3-0                    | UFC 121: Lesnar vs. Velasquez                                           | 2010年10月23日 |
| ○    | クリス・タッチシェラー         | 1R 1:07 TKO（右ストレート→パウンド） | UFC 116: Lesnar vs. Carwin                                              | 2010年7月3日   |
| ○    | チェイス・ゴームリー           | 1R 0:47 TKO（パウンド）              | UFC on Versus: Vera vs. Jones                                           | 2010年3月21日  |
| ×    | ロイ・ネルソン                 | 1R 3:45 KO（右ストレート）           | The Ultimate Fighter: Heavyweights Finale 【ヘビー級トーナメント 決勝】 | 2009年12月5日  |
| ○    | ボヤン・スパレヴィチ           | 1R 0:52 TKO（パンチ連打）            | Ring of Fire 34: Judgment Day 【ROFヘビー級王座決定戦】                 | 2009年4月11日  |
| ○    | アレックス・ロズマン           | 1R 1:27 TKO（パンチ連打）            | Ring of Fire 33: Adrenaline                                             | 2009年1月10日  |
| ○    | ジョニー・カーティス           | 1R 1:07 TKO（膝の負傷）              | UWC 4: Confrontation                                                    | 2008年10月11日 |
| ○    | ジェイ・レスター               | 1R 0:30 TKO（パンチ連打）            | Ring of Fire 32: Respect                                                | 2008年6月13日  |

### アマチュア総合格闘技
| 勝敗 | 対戦相手             | 試合結果                   | 大会名                                                               | 開催年月日    |
| ○    | マーカス・ジョーンズ | 1R 2:11 TKO（パウンド）    | The Ultimate Fighter: Heavyweights 【ヘビー級トーナメント 準決勝】   | 2009年7月8日  |
| ○    | ジョン・マドセン     | 2R 1:39 TKO（パウンド）    | The Ultimate Fighter: Heavyweights 【ヘビー級トーナメント 準々決勝】 | 2009年6月29日 |
| ○    | デミコ・ロジャーズ   | 1R 3:17 アナコンダチョーク | The Ultimate Fighter: Heavyweights 【ヘビー級トーナメント 1回戦】    | 2009年6月10日 |

### グラップリング
| 勝敗 | 対戦相手             | 試合結果 | 大会名      | 開催年月日   |
| ×    | ホベウト・サイボーグ | 判定     | Metamoris 2 | 2013年6月9日 |

## 獲得タイトル
- ROFヘビー級王座（2009年）

## 表彰
- ブラジリアン柔術 茶帯
- UFC ノックアウト・オブ・ザ・ナイト（1回）